# Torsten May
Torsten May (Glauchau, RDA, 10 de septiembre de 1969) es un deportista alemán que compitió en boxeo.
Participó en los Juegos Olímpicos de Barcelona 1992, obteniendo una medalla de oro en el peso semipesado. Ganó una medalla de oro en el Campeonato Mundial de Boxeo Aficionado de 1991, en el mismo peso.
En septiembre de 1993 disputó su primera pelea como profesional. En junio de 1999 conquistó el título intercontinental de la IBF, en la categoría de peso crucero. En su carrera profesional tuvo en total 25 combates, con un registro de 22 victorias y 3 derrotas.

## Palmarés internacional
| Juegos Olímpicos   | Juegos Olímpicos   | Juegos Olímpicos | Juegos Olímpicos |
| Año                | Lugar              | Medalla          | Categoría        |
| ------------------ | ------------------ | ---------------- | ---------------- |
| 1992               | Barcelona (España) | Medalla de oro   | 81 kg            |
| Campeonato Mundial |                    |                  |                  |
| Año                | Lugar              | Medalla          | Categoría        |
| 1991               | Sídney (Australia) | Medalla de oro   | 81 kg            |